# Brasław
Brasław (biał. Браслаў, Brasłau; ros. Браслав, Brasław) – miasto na Białorusi, w obwodzie witebskim, siedziba rejonu brasławskiego. W 2010 roku liczyło ok. 9,5 tys. mieszkańców.
Brasław leży na Pojezierzu Brasławskim, nad jeziorem Drywiaty. Brasławska Grupa Jezior leży na obszarze Parku Narodowego „Jeziora Brasławskie”.
W mieście rozwinął się przemysł spożywczy oraz materiałów budowlanych.

## Historia
Brasław w XI wieku z powodu strategicznego położenia był warownią nadgraniczną plemienia Krywiczów. Potem znalazł się w zarządzie księstwa połockiego i do XIII wieku była to jego osada graniczna. W XIV wieku Brasław został przekazany przez wielkiego księcia Giedymina jego najmłodszemu synowi Jawnucie. W czasach I Rzeczypospolitej leżał w woj. wileńskim.
W Brasławiu w dniu 20 sierpnia 1435 roku Świdrygiełło z 6 tys. żołnierzy i 500 Tatarami połączył się z liczącą 4500 żołnierzy armią krzyżacką. Brasławska koncentracja wojsk była elementem wspólnej wyprawy na Wilno, zaplanowanej po porozumieniu się Krzyżaków inflanckich i Świdrygiełły przeciwko Zygmuntowi Kiejstutowiczowi. W początku XV wieku został zbudowany zamek w Brasławiu jako przeciwwaga dla krzyżackiego zamku Dyneburg.

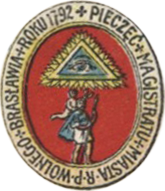
Wzór pieczęci miejskiej z XVIII w.

W dniu 8 października 1500 roku podczas pobytu w Brasławiu Aleksander Jagiellończyk nadał miastu przywilej prawa magdeburskiego (niekompletny). Po 1500 roku zbudowano murowany kościół katolicki, ufundowany przez księcia Aleksandra Jagiellończyka. Od 1506 roku, po śmierci Aleksandra Jagiellończyka, należał do jego żony Eleny, która osiadła w Brasławiu. Elena założyła na Górze Zamkowej prawosławny klasztor żeński, gdzie zmarła w 1513 roku. Na wyspie powstał klasztor męski. W 1517 roku przez Brasław przejeżdżał dyplomata i podróżnik Siegmund von Herberstein, który opisał, że miasto leży w pobliżu ogromnego jeziora. W 1557 r. na zamku w Brasławiu stacjonowała załoga licząca 150 żołnierzy. Zamek był też wzmiankowany w 1577 roku, jako zamek starosty, w którym mieścił się sąd i archiwum. Opis z 1649 roku wzmiankuje, że zamek miał 7 baszt, w tym baszta bramna, dom wielki i dwa arsenały.
Miejsce obrad sejmików ziemskich powiatu brasławskiego od XVI wieku do pierwszej połowy XVIII wieku.
W związku ze zniszczeniami poczynionymi przez wojska moskiewskie Sejm Rzeczypospolitej w 1661 roku zwolnił miasto z wszelkich podatków poza mytem i czopowym. W 1765 roku garnizon na zamku liczył 14 żołnierzy i 1 oficera. W 1787 roku na Górze Zamkowej odbył się ostatni sejmik, w którym wzięło udział 360 deputatów. W końcu XVIII wieku było miastem królewskim i leżało w brasławskim starostwie grodowym, w powiecie brasławskim, w województwie wileńskim. Miasto otrzymało herb 2 czerwca 1792 roku, zgodnie z przywilejem Stanisława Augusta Poniatowskiego. W latach 1793–1795 Brasław był stolicą województwa brasławskiego. Od 1795 r. znajdował się w zaborze rosyjskim, w guberni wileńskiej (od 1843 w gub. kowieńskiej).
W drugiej połowie XIX wieku Brasław miał typowy żydowski charakter. W 1897 roku na 1501 mieszkańców 1234 to Żydzi. Gmina żydowska była jedną z najważniejszych w regionie. Niestety była konfliktem pomiędzy misnagdami i chasydami. Doszło nawet w 1884 roku do spalenia przez chasydów ortodoksyjnego domu modlitwy. Władze carskie nakazały zamknięcie wszystkich czterech synagog, a chasydom odbudowę zniszczonego domu modlitw. Trzy synagogi zlokalizowane były wokół jednego dziedzińca (Stara Chasydzka, Nowa Chasydzka, ortodoksyjna), a czwarta – na wzgórzu zamkowym (Piaskowa, chasydzka). W 1896 roku synagogi Stara Chasydzka, Nowa Chasydzka i ortodoksyjna zostały zniszczone przez pożar. W 1905 roku z inicjatywy rosyjskich żołnierzy doszło do pogromu żydowskiego. Spowodował on wyjazd i emigrację bogatszych Żydów.

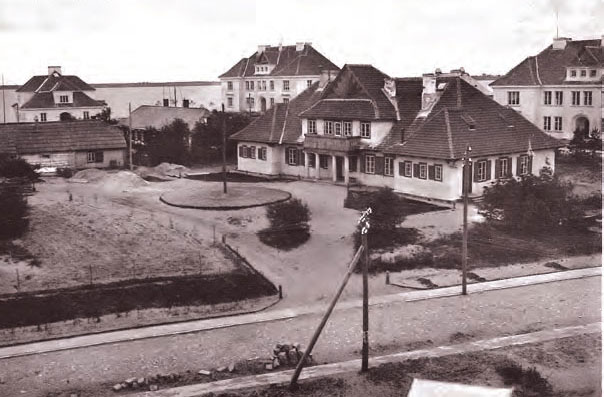
Kolonia urzędnicza (proj. Juliusz Kłos)

W okresie międzywojennym miasteczko w granicach Polski, siedziba wiejskiej gminy Brasław, stolica powiatu brasławskiego (od 1927). W tym okresie powstało w mieście osiedle urzędnicze zaprojektowane przez polskiego inżyniera z Wilna Juliusza Kłosa. Osiedle zostało zabudowane kilkurodzinnymi domkami w stylu zakopiańskim pośród zieleni na wzór miasta-ogrodu.
W 1925 roku liczba mieszkańców wyznania mojżeszowego sięgała prawie 1900 osób. Podział religijny nadal się utrzymywał. Na czele ortodoksów stał kaznodzieja i kantor rabin Cwi Hirsz Walin, na czele chasydów – rabin Abraham Abba Jakub Zahorie. W Brasławiu działała szkoła ludowa Folkszul z językiem jidysz, szkoła hebrajska sieci Jawne oraz działała jesziwa.
Miasteczko było siedzibą Sądu Grodzkiego, oraz urzędu pocztowego obsługującego teren gminy.

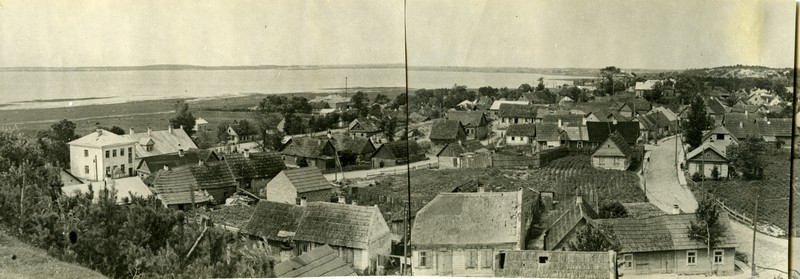
Brasław w 1944

W wyniku napaści ZSRR na Polskę we wrześniu 1939 roku miejscowość znalazła się pod okupacją sowiecką. 2 listopada została włączona do Białoruskiej SRR. Burmistrzem Brasławia podczas okupacji sowieckiej był komunista Efraim Amdor, przedwojenny członek Bundu.
Od 27 czerwca 1941 roku miasto zajęli Niemcy. 15 kwietnia 1942 roku powstało getto. 3 czerwca 1942 roku Niemcy rozstrzelali ok. 2,5 tys. ludzi w sąsiedztwie stacji kolejki wąskotorowej Dukszty – Druja. Pozostały 1 tys. wymordowali 12 marca 1943 roku.
W 1944 roku ponownie zajęta przez wojska sowieckie. 6 kwietnia 1944 roku pod Brasławiem radziecka brygada partyzancka im. Żukowa zniszczyła oddział Armii Krajowej pod dowództwem Kazimierza Krauzego „Wawrzeckiego”. Sowieci zabili 21 polskich żołnierzy, dobijając rannych.
16 sierpnia 1945 roku miasto zostało formalnie wcielone do Białoruskiej SRR. Stolica rejonu brasławskiego, do 1954 należał do obwodu połockiego, w latach 1954-60 do obw. mołodeczańskiego, a od 1960 do obw. witebskiego.

## Flaga i herb
Flaga i herb Brasławia zostały ustanowione 20 stycznia 2006 rozporządzeniem prezydenta Białorusi nr 36.

## Demografia
Według Powszechnego Spisu Ludności z 1921 roku zamieszkiwało tu 1587 osób, 363 było wyznania rzymskokatolickiego, 81 prawosławnego, 2 ewangelickiego, 11 staroobrzędowego a 1130 mojżeszowego. Jednocześnie 554 mieszkańców zadeklarowało polską przynależność narodową, 124 białoruską, 1 niemiecka, 902 żydowska a 6 inną. Były tu 223 budynki mieszkalne. W 1931 w 500 domach zamieszkiwało 3099 osób.

## Zabytki
- Kościół Narodzenia Najświętszej Maryi Panny
- Cerkiew Zaśnięcia Matki Bożej

## Religia

### Cerkiew prawosławna
Brasław jest siedzibą dekanatu brasławskiego w eparchii połockiej i głębockiej Egzarchatu Białoruskiego Patriarchatu Moskiewskiego. Działa tu parafia, której świątynią jest cerkiew pw. Zaśnięcia Matki Bożej. W mieście znajdują się też żeński monaster św. Pantelejmona oraz kaplica szpitalna pw. św. Łukasza Biskupa Krymu.

### Kościół rzymskokatolicki

#### Parafia
Parafia Narodzenia Najświętszej Maryi Panny jest siedzibą dekanatu brasławskiego w diecezji witebskiej. W sanktuarium maryjnym znajduje się łaskami słynący obraz Matki Bożej Brasławskiej Królowej Jezior koronowany 22 sierpnia 2009 przez kard. Joachima Meisnera. Z Brasławia pochodzi biskup diecezji witebskiej Oleg Butkiewicz.

## Ciekawostki
W 1936 w Brasławiu odsłonięto popiersie Józefa Piłsudskiego autorstwa Alfonsa Karnego z napisem: Józef Piłsudski, Odnowiciel Polski, Pierwszy jej Marszałek, Syn Ziemi Wileńskiej. Z potrzeby Serc Artysty, Młodzieży Jego Instytutu, Ziemi Brasławskiej ten wyraz hołdu powstał 5 lipca 1936 roku. Po wkroczeniu sowietów w 1939 miejscowi Polacy zdemontowali rzeźbę i zakopali za miastem. Dzięki inicjatywie urodzonego w Brasławiu Jana Klenowicza pomnik udało się odkopać i w 2004 przekazać do Muzeum Józefa Piłsudskiego w Sulejówku.

## Galeria

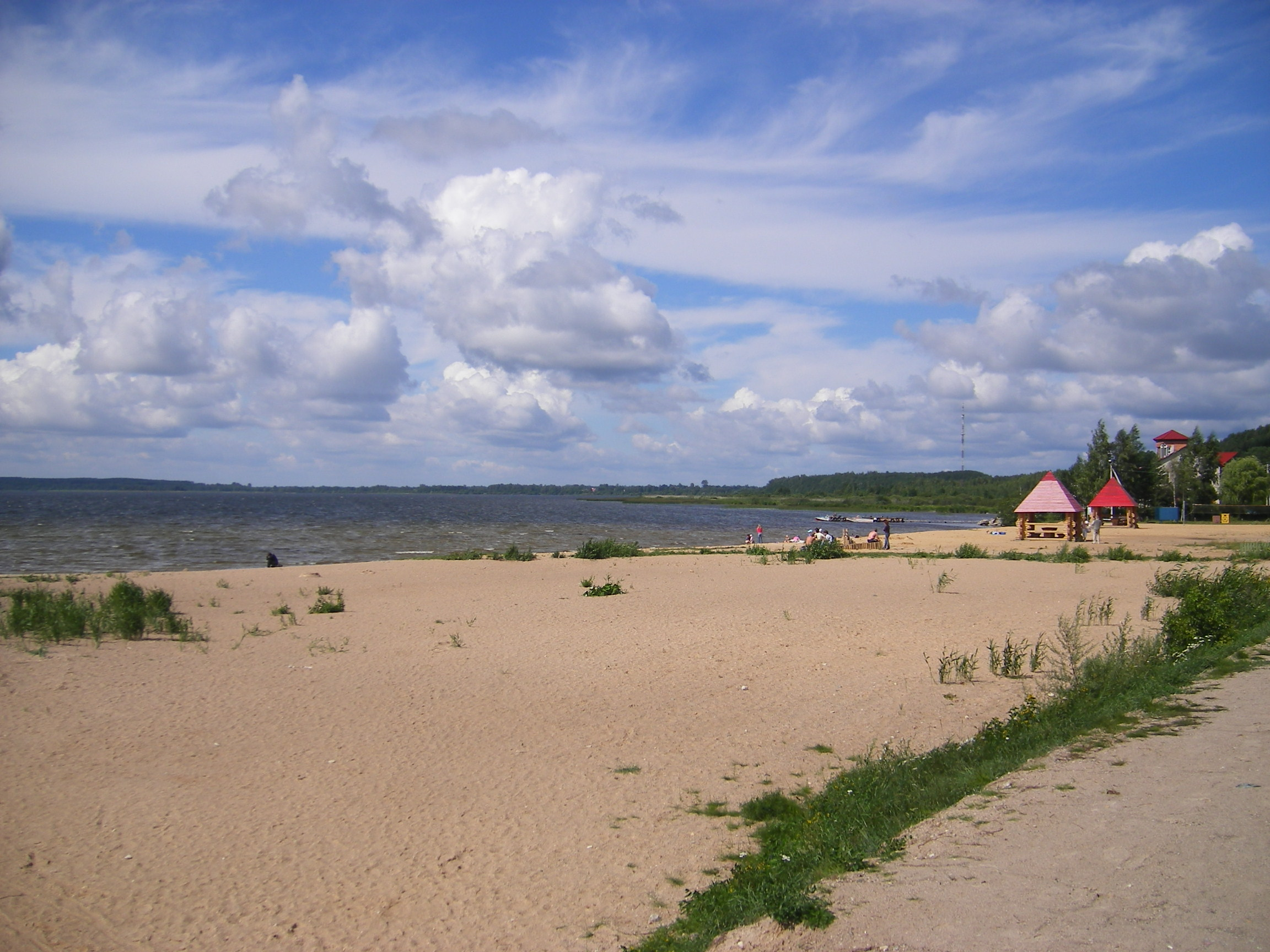
Jezioro Drywiaty
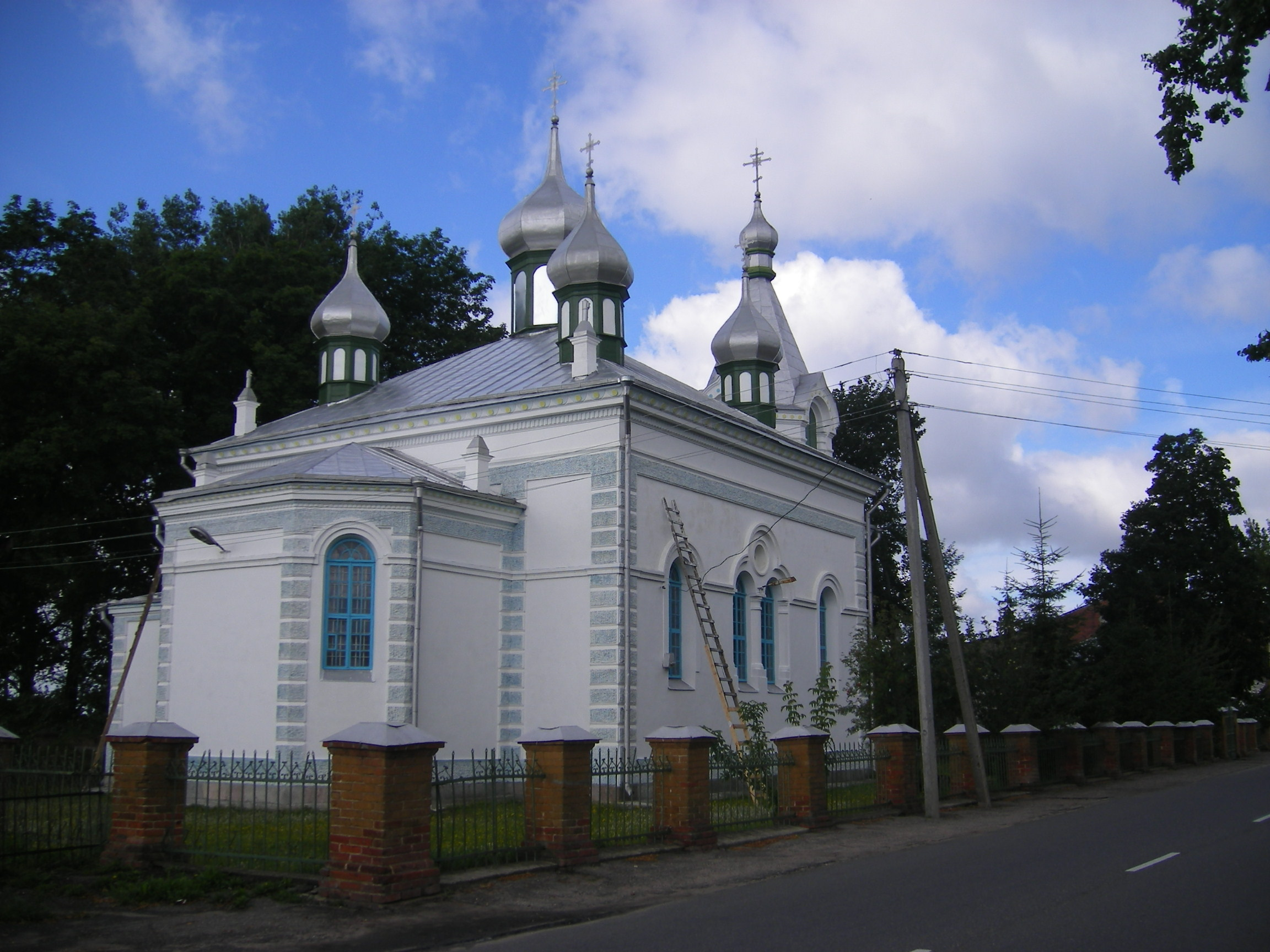
Cerkiew Zaśnięcia NMP
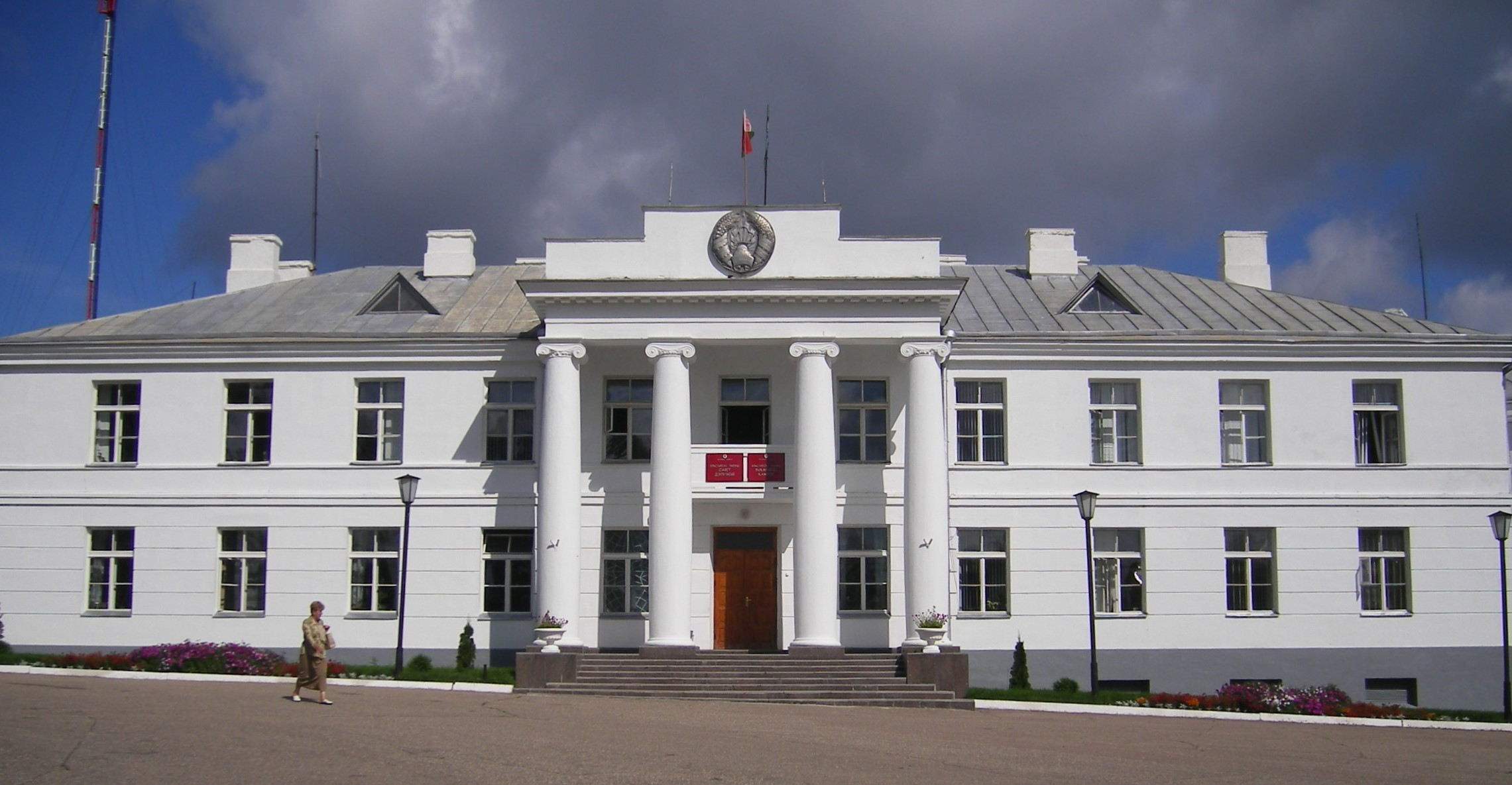
Administracja rejonu
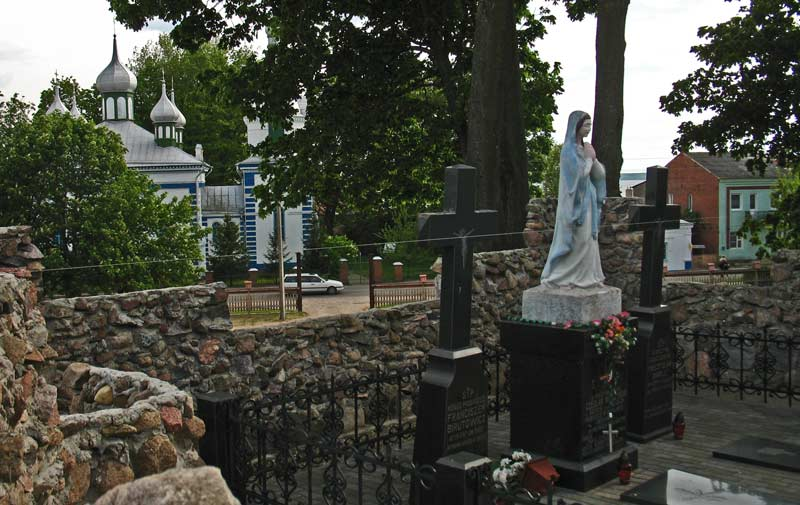
Cmentarz